# José Belmonte
José Belmonte Rocandio es un ilustrador nacido en San Sebastián, Guipúzcoa, en  1960. Licenciado en Bellas Artes en Bilbao y ampliando formación en Roma y Madrid

## Trayectoria como ilustrador
Sus primeros pasos en el mundo del arte los dio de la mano de su abuelo, Jose Rocandio, pintor y restaurador. En1985 se licencia en Bellas Artes en la Facultad de Bilbao, en la especialidad de pintura.. En 1986 obtiene una beca artística del Ayuntamiento de San Sebastián. Entre  1986  y 1989 realizó estudios en el Instituto Design de Roma, gracias a una Beca de la Diputación de Guipúuzcoa En 1999 en el taller Gráficas Generales de Madrid sigue un curso.
A lo largo de su trayectoria ha recibido múltiples premios, entre ellos el Premio Euskadi de Literatura Infantil.
Entre 1989 y 1992 residió en Roma colaborando con medios periodísticos como II Manifiesto, La Republiuca, Nueva Ecología, e ilustrando para editoriales como Editor Riunitiz o para empresas de diseño gráfico como Faro Disegni.
En 1992 se traslada a Madrid , donde alterna trabajos como ilustrador y como pintor. Escribe artículos e ilustra portadas de revistas. Entre otros el suplemento dominical del periódico El Mundo, Metropolis y para el suplemento Babelia de El País.
Ha ilustrado portadas para editoriales como: o la editorial italiana Rianiti y otras como Alfaguara Bolsillo,  Albatros,  Bruño, Altea, Elkar, Erein, Edelvives, Oxford, University Press. En 2001 viajó a New York y Chicagozen zuen.  En esta ciudad se compraron dos de sus trabajos para la colección privada de Paula Duffi, directora de la editorial University of Chicago Press. En 2003 la Fundación Kutxa compró su “Pegaso” un trabajo realizado en técnica mixta, de 50x50 cm. Desde el año 2000 vive en Nueva York.
Desde 1997 es colaborador anual habitual de la galería Arteko de Donostia, colectiva o individualmente. También expone desde ese año en Madrid en Estampa, Salon Internacional de Grabado de Madrid. En 1999 en la Galería Italarte de Roma expone en “Forme e Colori di Spagn” y en 2001 en una exposición en el Palazzo Bricherasio, ” Libri-concetto dÁrtistan”.
Entre los años 1989 y 2009 ha colaborado con la editorial Elkar ilustrando libros infantiles y juveniles.

## Técnica ilustradora
Este artista destaca por su trabajo com ilustrador, pero  también como pìntor su colección es relevante. Su trabajo figurativo se inspira en torno a la mitología, la astronomía, las ciencias naturales, enfatizando la perspectiva paso del tiempo sobre la materia. 
Artista hau batez ere bere ilustrazio lanengatik bereizten da, baina margolaritzan ere bilduma handia du. Bere lan figuratiboak mitologían, astronomían eta zientzia naturaletan aurkitzen du etorria, baina materiaren iraungitze prozesuaren hausnarketa perspektibatik eginda. 
En su trabajo se percibe la sátira y el sarcasmo, lo cual se evidencia en la selección de los títulos. Entre otros: La burocracia extermina tantos seres como la contaminación,  Acuario sin agua, En vías de deshidratación “, La Biblia asegura la existencia del unicornio, lo cual da lugar a divertidas presentaciones.
Su abanico de colores es sutil, utilizando la textura de la acuarela, y añadiendo otras técnicas. Incorpora materiales de deshecho para acelerar el efecto del paso del tiempo sobre la materia. Este artista recurre a la poética conceptual: letras, números, signos y diferentes encuadres

## Premios
1978: Premio en Pintura del V Certamen Juvenil de Bellas Artes de San Sebastián.
1979: Premio en Pintura del VI Certamen Juvenil de Bellas Artes de San Sebastián, 3º premio
1984: Primer Premio de Ilustración para Cuentos en euskera del Ayuntamiento de Getxo
1992: Primer Premio en el Concurso de Carteles para los Carnavales de San Sebastián.
1993: Premio de Ilustración otorgado por la Society of Newspaper Design de Los Ángeles (EE. UU.)  por el trabajo La Sombra Del Águila.
1997: Segundo Premio de Ilustración otorgado por la Society of Newspaper Design de Los Ángeles (EE. UU.) por una portada de la revista Metrópoli de El Mundo.
1999: Segundo premio en la categoría de Arte e Ilustración por una portada de la revista Metrópoli concedido por la Society of Newspaper Design de Los Ángeles (EE. UU.)
1999: Award of Excellence en la categoría portadas de revista concedido por la Society of Newspaper Design de Los Ángeles (EE. UU.).

## Obra literaria
- Kutun kutuna, Pello Esnal, Jose Belmonte (Bruño, 1995).
- Lantz herria, ipuin herrikoia J.M. de Barandiaranek comp.; Dan Álvarez Prieto (egokitzapena), Jose Belmonte (Bruño,1992).
- Zazpi antxumeak, Mitxel Murua ; adapt. Arantza Zugazagasti ; Jose Belmonte (Ikastolen Elkartea/Elkar, 2013).
- Lehoia eta kilkerra, Joxan Ormazabal ; adapt. Arantza Zugazagasti ; Jose Belmonte (Ikastolen Elkartea/Elkar, 2013).
- Martin Txiki eta Basajaunak, Mitxel Muruaj ; adapt.Arantza Zugazagasti (Ikastolen Elkartea/Elkar, 2013).
- En el mar de China, Juan Madrid, Jose Belmonte (Alfaguara, 1997).
- Enekoxki, Hasieider eta Ibabe, Karlos Santisteban, Jose Belmonte (Elkar, 1992).
- Enekoxki, Hasieider eta Ibabe, Karlos Santisteban, Jose Belmonte (Elkar, 1998).
- Hiru sorginak, ipuin herrikoia J.M. de Barandiaranek comp.; Dan Álvarez Prieto (adapt.); Jose Belmonte (Bruño, 1992).
- El castillo de Lora, José María Mendiola, Jose Belmonte (Bruño, 1994).
- Aurten aldatuko da nire bizitza, Arantxa Urretabizkaia, Jose Belmonte (Erein, 1997).
- Berritsu,  Xabier Mujika; Jose Belmonte (Erein, 1992).
- El fugitivo de Borneo, Juan Madrid, Jose Belmonte  (Alfaguara, 1998).
- Galtzagorriak, cuento popular J.M. de Barandiaran comp.; adapt.Dan Álvarez Prieto ; Jose Belmonte (1992).
- Itsasoko Loti Ederra, Xabier Mendiguren Elizegi, Jose Belmonte (Elkar, 2009).
- Hitz eta zaunka, Joxan Ormazabal, Jose Belmonte (2009).
- Ilargia eta lapurra, cuento popular; J.M. de Barandiaran comp. ; adapt. Dan Álvarez Prieto; Jose Belmonte.
- Ilargiaren eztula, Karlos Santisteban, Jose Belmonte (1994)
- Iltzea : epai famatua,  Antonio Ruíz de Alarcón, Jose Belmonte
- Ivanhoe, (1980) Scott, Walter

## Exposiciones
- 2003:  exposición colectiva "Papeles bajo el agua".
- 2002: exposición colectiva "Caballos en el Hipódromo".
- 2001:  exposición colectiva "Libri – concetto d’Artista", Palazzo Bricherasio, Italia. “Música Opera Verdi”.
- 2000: "Aquarium", erakusketa kolektiboa. Feria del Libro de Frankfurt, Alemania.
- 1999: exposición colectiva  "47 Festival en el Kursaal, un homenaje al Cine", Galería Arteko, San Sebastián. “Forme e colori di Spagna”, Galería Italarte, Roma. Estampa Salón Internacional del Grabado, Stand Galería Arteko, Madrid.
- 1998: exposición colectiva  "Ciudad de San Sebastián".
- 1997: exposición colectiva "El último cocodrilo del Nilo", centro cultural de Madrid.